# شركة النصر للتعدين
شركة النصر للتعدين هي شركة مساهمة حكومية مصرية تابعة للشركة القابضة للصناعات المعدنية إحدى شركات وزارة قطاع الأعمال العام،
تعمل في مجال استخراج وتجهيز خامات الفوسفات، التالك، المنجنيز، الكاولين، والفلسبار، أُنشئت بقرار رئيس الجمهورية العربية المتحدة رقم 914 بتاريخ 23 مايو 1960 تحت اسم "شركة النصر للفوسفات"، وذلك للعمل في استخراج وبيع الفوسفات. وخلال خمسين عامًا، اندمجت في الشركة عدة شركات مثل شركة تركاداس، وحماطة، والبحر الأحمر للفوسفات بجميع مناجمها (سفاجا ، الحمراويين ، القصير...... ) . و كذلك الشركة المعدنية للألمونيت بمنطقة أبوغصون (85 كم جنوب مرسى علم) ... و بعض الشركات الأخرى      
```
[
8
]
```

في سنة 2000 ومع توسع نشاط الشركة في الخامات الأخرى تغير اسمها ليصبح "شركة النصر للتعدين"، وتمتلك الشركة عدة مواقع للتنقيب في جنوب مصر حيث يتم استخراج خامات الفوسفات، التالك، المنجنيز، الكاولين، والفلسبار وغيرها. كما تمتلك الشركة ثلاثة موانئ متخصصة على ساحل البحر الأحمر هي ميناء الحمراوين، وميناء أبو غصون، وميناء سفاجا التعديني. وكذلك تمتلك نادي النصر للتعدين.

## المساهمون
تتوزع نسب المساهمين في الشركة كالتالي:
- الشركة القابضة للصناعات المعدنية (73%).
- بنك الاستثمار القومي (27%).

## وصلات خارجية
- الموقع الرسمي للشركة.
- الصفحة الرسمية للشركة على موقع فيس بوك.